# Allium elburzense
Allium elburzense är en amaryllisväxtart som beskrevs av Per Erland Berg Wendelbo. Allium elburzense ingår i släktet lökar, och familjen amaryllisväxter. Inga underarter finns listade i Catalogue of Life.